# عبد العزيز الخضيري
عبد العزيز بن عبد الله الخضيري وزير الثقافة والإعلام السعودي سابقاً. تم تعيينه بأمر ملكي في 8 ديسمبر 2014. كان يشغل منصب وكيل أمارة منطقة مكة المكرمة.

## الشهادات العلمية
- دكتوراه في التخطيط الاستراتيجي من جامعة لندن.
- برنامج الزمالة في التخطيط الإقليمي من جامعة (MIT) بوسطن، الولايات المتحدة الأمريكية.
- ماجستير في تخطيط المدن من جامعة (MIT) بوسطن، الولايات المتحدة الأمريكية.
- ماجستير في الإدارة العامة والسياسات التنموية من جامعة هارفارد بوسطن، الولايات المتحدة الأمريكية.
- بكالوريوس في الهندسة المعمارية من جامعة الملك سعود في المملكة العربية السعودية.

## الخبرات العملية
- وزير الاعلام و الثقافة السعودي.
- وكيل إمارة منطقة مكة المكرمة.
- وكيل إمارة منطقة عسير.
- وكيل وزارة الشؤون البلدية والقروية المساعد لتخطيط المدن.
- رئيس مجلس إدارة الجمعية السعودية لعلوم العمران.
- المدير الفني لمشروع الأمم المتحدة للتنمية الإقليمية.
- أستاذ متعاون بجامعة الملك سعود ومعهد الإدارة العامة.
- سبق له العمل في العديد من الدول العربية والأجنبية في مجال التنمية الحضرية والإقليمية والتخطيط الاستراتيجي.
- كاتب صحفي في شؤون التنمية والعلاقة بين بناء الإنسان وتنمية المكان.
- عضو في العديد من الجمعيات والمنظمات المحلية والإقليمية والدولية.
- له العديد من المؤلفات والكتب والأبحاث في مجال التنمية ومنها:
- كتاب التنمية المتوازنة والمستدامة في المملكة العربية السعودية 2004م.
- دور المدن الثانوية في دعم التنمية العمرانية 2005م.
- التخطيط الاستراتيجي: المخاطر والفرص 2006م.
- الأرض تسرق 2007م.
- مشروع عدالة وطني 2007م.
- الحاضنات الصناعية 2008م.
- المرأة ومستقبل التنمية 10/10/2009م.